# Verde S
Il Verde S (Verde Brillante BS, E142) è un colorante sintetico verde derivante dal triarilmetano, C27H25N2O7S2Na, sale monosodico.
È facilmente solubile in acqua, ma diventa instabile in soluzioni acide o alcaline.

## Uso
Come colorante è usato nei composti con la menta, nei dessert, caramelle, gelati e piselli.
Il gel di verde brillante allo 0,5%, contenente anche acido lattico, è stato usato nel trattamento dell'ulcera. La soluzione allo 0,5%, contenente anche cristal violetto alla stessa concentrazione, veniva impiegata come antisettico cutaneo, ma il rischio di carcinogenesi, emerso da studi su animali, ha reso la preparazione obsoleta. Resta tuttora in uso una tintura composta dai due disinfettanti per marcare le zone da incidere in chirurgia. In passato il verde brillante è stato impiegato, in associazione con arsenico, per combattere il tripanosoma del nagana.

### Biologia
È un colorante che viene usato per tingere cellule viventi. In oculistica, assieme alla fluoresceina è usato per diagnosticare vari disordini sulla superficie dell'occhio.

## Patologie
Sono stati accertati solo pochi effetti collaterali, tra cui allergie ed anemia.

## Permessi
È proibito come additivo alimentare in Canada, negli Stati Uniti, in  Finlandia, Giappone, Norvegia e  Svezia.